# БРЭМ-3
БРЭМ-3 — советская опытная бронированная ремонтно-эвакуационная машина. Серийно не производилась.

## История создания
Машина БРЭМ-3 была разработана в 1979 в КБ 482-го конструкторско-технологического центра в Киеве. В качестве базы было выбрано шасси среднего танка Т-54-2 (Объект 137). В 1979 году на львовском ремонтном заводе Министерства обороны был изготовлен опытный образец №1.

Опытный образец №1

На испытаниях опытного образца №1 был выявлен ряд существенных недостатков и дефектов, в результате которых машина не соответствовала тактико-техническому заданию. Машина была отправлена на доработку. После проведения доработок и устранения недостатков в конструкции в 1980 году был изготовлен опытный образец №2.
Основные изменения в конструкции образца №2 коснулись размещения кранового оборудования, размещения люков и установленного вооружения. Доработанная машина прошла предварительные и государственные испытания, после которых была принята на вооружение, однако серийное производство развёрнуто не было.

## Описание конструкции
Основное предназначение БРЭМ-3: ремонт в полевых условиях и эвакуация застрявших или повреждённых машин, для которых требовалось усилие до 100 тс. Кроме того, машина была способна буксировать повреждённые или неисправные танки во временя ведения боевых действий под огнём противника, а также вести наблюдение на поле боя за техническим состоянием танков. Имелась возможность производить монтирование и демонтирование различных узлов и агрегатов массой до 12 т и осуществлять помощь при ремонте экипажам танков Т-54, Т-55 и Т-62. Общая масса перевозимого ЗИПа составляла до 1,5 т. При отрывке танковых окопов и укрытий БРЭМ-3 могла производить землеройные окопы.

### Броневой корпус и башня
Корпус БРЭМ-3 по уровню защиты экипажа полностью соответствовал базовой машине (Т-54-2). Для подводного вождения от среднего танка Т-55.
Экипаж, состоявший из трёх человек, находился в передней части корпуса, кроме экипажа в машине имелось дополнительное место для ремонтника из ремонтного подразделения части. На крыше корпуса была установлена башенка командира, представлявшая собой специальную броневую надстройку. На поворотном основании люка командира был установлен пулемёт.

### Вооружение
В качестве основного вооружения на опытном образце №1 использовался 12,7-мм зенитный пулемёт ДШКМ. Боекомплект составлял 300 патронов.
На опытном образце №2 использовался 12,7-мм зенитный пулемёт НСВ. Боекомплект составлял 800 патронов.

### Двигатель и трансмиссия
На опытном образце №1 силовая установка, а также большинство узлов трансмиссии. Входной редуктор был заимствован с бронированных танковых тягачей БТС-2 и БТС-4. Бортовые редукторы взяты от среднего танка Т-55.
На опытном образце №2 силовая установка и электрооборудование были взяты от средних танков Т-55 и Т-62.

### Ходовая часть
Ходовая часть идентична базовой машине.

### Специальное оборудование
В состав оборудования БРЭМ-3 входило следующее оборудование:
1. Комплект ЗИП;
2. Кран грузоподъёмностью 12 тс;
3. Оборудование для специальной обработки техники;
4. Электросварочное оборудование;
5. Бульдозерный отвал для нивелирования местности;
6. Оборудование для эвакуации и вытаскивания;
7. Грузовая платформа;
8. Тяговая лебёдка (заимствована у БТС-4);
9. Анкер-сошник.

БРЭМ-3 была способна перемещаться по ремонтной площадке с грузом массой до 10 т при установке механизма блокировки подвески.